# 三氧化二銪
三氧化二銪（化學式：Eu2O3），又稱氧化銪、氧化銪(III)，是銪最稳定的氧化物。

## 性质
三氧化二铕是一种吸湿性的白色至粉红色固体，无臭，几乎不溶于水。 它是单斜晶系的。

## 用途
三氧化二铕受到紫外光照射时，会发出红光， 可用作钞票的防伪特征。 通过被铕金属和二氧化硅在1100 °C 下反应，可以得到硅酸铕(II)。